# Arete z Cyreny
Arete z Cyreny (gr.  Ἀρήτη, żyła w V wieku p.n.e.) – Greczynka, filozofka.
Żyła w czasach Sokratesa, była córką filozofa-założyciela cyreńskiej szkoły filozoficznej Arystypa. Diogenes Laertios, wspominając Arystypa, pisze: Córce swojej Arete dał najlepsze podstawy wychowania:nauczył ją pogardy dla wszystkiego, co jest ponad miarę.
Wykładała filozofię w szkole w Attyce, a po śmierci ojca stała się głową tej szkoły i wykształciła 110 filozofów. Napisała 40 książek. Była matką i nauczycielką Arystypa Młodszego, dlatego zwany był on Metrodydaktem (Uczniem swej matki).
Na jej grobie znajduje się epitafium, które głosi zalety zmarłej:
Tu spoczywa szlachetna Arete, światło Hellady,

obdarzona urodą Heleny, cnotą Tirmy,

piórem Arystypa, duszą Sokratesa 

i językiem Homera.
Jako wybitną uczoną sławił ją Boccaccio.